# 道の駅さんない
道の駅さんない（みちのえき さんない）は、秋田県横手市にある国道107号の道の駅である。愛称はウッディらんど。

## 概要
道の駅を「ウッディゾーン」として、すべての施設を木目を生かした建物で統一しており、愛称もウッディらんどと名付けている。運営会社は株式会社ウッディさんない。

## 施設
- 駐車場
  - 普通車：44台
  - 大型車：6台
  - 身障者用：1台
- トイレ
  - 男：大 4器（2器）、小 10器（5器）
  - 女：10器（5器）
  - 身障者用：1器（1器）

※（）内は、24時間利用可能
- 公衆電話：1台
- 農産物直売所
- レストラン（10:00 - 19:00）
- 山内焼工房
- 木工芸体験コーナー
- 林産物販売加工施設
- 情報コーナー
- 休憩所
- 手作り工房

## 休館日
- 不定休（設備メンテナンスによる）
- 1月1日・1月2日

## アクセス
- 国道107号 - 登録路線

自動車
秋田自動車道・湯沢横手道路 横手ICから14分
秋田自動車道 湯田ICから16分
鉄道
東日本旅客鉄道（JR東日本）北上線 相野々駅から徒歩20分。